# Pasir Panjang (Meral)
Pasir Panjang is een bestuurslaag in het regentschap Karimun van de provincie Riau-archipel, Indonesië. Pasir Panjang telt 3.719 inwoners (volkstelling 2010).